# Петшикув (Нижньосілезьке воєводство)
Петшикув (пол. Pietrzyków) — село в Польщі, у гміні Добромеж Свідницького повіту Нижньосілезького воєводства.
Населення — 182 особи (2011).
У 1975-1998 роках село належало до Валбжиського воєводства.

## Демографія
Демографічна структура станом на 31 березня 2011 року:
|          | Загалом | Допрацездатний вік | Працездатний вік | Постпрацездатний вік |
| -------- | ------- | ------------------ | ---------------- | -------------------- |
| Чоловіки | 93      | 14                 | 71               | 8                    |
| Жінки    | 89      | 12                 | 55               | 22                   |
| Разом    | 182     | 26                 | 126              | 30                   |